# Liste der Naturdenkmale im Landkreis Altenburger Land
In der Liste der Naturdenkmale im Landkreis Altenburger Land sind die 19 Naturdenkmale im Gebiet des Landkreises Altenburger Land in Thüringen aufgelistet.

## Naturdenkmale
| Nr. | Bezeichnung                     | Botanische Bezeichnung | Lage                             | Gemarkung    | Beschreibung | Bild            |
| --- | ------------------------------- | --- | -------------------------------- | ------------ | --- | --------------- |
|     | Münsaer Linden                  | | 50° 59′ 1″ N, 12° 27′ 48,6″ O    | Altenburg    | Alt-Linden mit einem Stammumfang von über 150 Zentimetern entlang der Münsaer Straße. | weitere Bilder  |
|     | Leipziger Linden                | | 50° 59′ 32,6″ N, 12° 26′ 43,8″ O | Altenburg    | Alt-Linden mit einem Stammumfang von über 150 Zentimetern entlang der Leipziger Straße. | Bild gesucht BW |
|     | Geraer Linden                   | | 50° 58′ 55,6″ N, 12° 24′ 45,7″ O | Altenburg    | Alt-Linden mit einem Stammumfang von über 150 Zentimetern entlang der Geraer Straße. | Bild gesucht BW |
|     | 1000-jährige Eiche              | Quercus robur | 50° 52′ 25,6″ N, 12° 16′ 53,1″ O | Nöbdenitz    | Der Baum gilt als die zweitälteste Eiche der Welt. | weitere Bilder  |
|     | Eiche an der Vogelfichte        | | 50° 52′ 3,4″ N, 12° 17′ 24,4″ O  | Nöbdenitz    | Im Wald des Raudenitzer Berges südlich des Nöbdenitzer Schlosses befand sich im 19. Jahrhundert das Erbbegräbnis der Familie von Thümmel, ihr Vorfahr Hans Wilhelm von Thümmel hatte für sich selbst die sogenannte "Grabeiche" im Dorf Nöbdenitz gekauft, wo er auch bestattet worden ist. Die Zerstörung des Mausoleums erfolgte (vermutlich) nach dem Zweiten Weltkrieg. | Bild gesucht BW |
|     | Friedenseiche (von 1871)        | | 50° 53′ 43,4″ N, 12° 20′ 28,3″ O | Schmölln     | Die Friedenseiche ist ein Gedenkbaum und erinnert an den Deutsch-Französischen Krieg 1870–71. | weitere Bilder  |
|     | Linde an der W.-Kluge-Turnhalle | | 50° 53′ 52,8″ N, 12° 20′ 51,7″ O | Schmölln     | Stadt-Linde gepflanzt etwa 1700 | weitere Bilder  |
|     | Kriegereiche in Kummer          | | 50° 52′ 6,6″ N, 12° 22′ 16,3″ O  | Kummer       | | weitere Bilder  |
|     | „Der Höhgiebel“                 | | 50° 56′ 3,8″ N, 12° 15′ 24,1″ O  | Kleintauscha | |                 |
|     | Schwarzkiefer in Mohlis         | | 50° 55′ 12″ N, 12° 17′ 58,6″ O   | Mohlis       | | Bild gesucht BW |
|     | Lärche an der Heerstraße        | | 50° 54′ 21,2″ N, 12° 18′ 20,5″ O | Drogen       | Lärche in der südlichen Gemeindeflur "An der Heerstraße" - heute Verbindungsweg zwischen den Orten Nödenitz und Wildenbörten. | Bild gesucht BW |
|     | Kastanienbaum Kornhausstraße    | Am ehemaligen Kornhaus, das im 19. Jahrhundert als regionales Getreidelagerhaus genutzt wurde, entstand der Bahnhaltepunkt Dobitschen mit Biergarten. | 50° 57′ 45,7″ N, 12° 16′ 23,5″ O | Dobitschen   | | Bild gesucht BW |
|     | Linde von 1736 am Friedhof      | | 50° 56′ 58,2″ N, 12° 19′ 3,7″ O  | Göllnitz     | | Bild gesucht BW |
|     | 5 Stieleichen Remsa             | | 51° 0′ 2,2″ N, 12° 28′ 26,5″ O   | Remsa        | | weitere Bilder  |
|     | Dorf-Eiche                      | | 50° 54′ 43,6″ N, 12° 30′ 26,3″ O | Tautenhain   | |                 |
|     | Sandsteinbruch Wolfenholz       | | 51° 0′ 0″ N, 12° 26′ 57,8″ O     | Altenburg    | Unmittelbar an der Leipziger Straße, im Norden von Altenburg, wurde seit dem Mittelalter Sandstein für den Baustoffbedarf gebrochen. Der aufgegebene Steinbruch wurde aufgeforstet. |                 |
|     | Knollensteine                   | | 50° 57′ 29,9″ N, 12° 23′ 19″ O   | Schlöpitz    | Tertiäre Braunkohlenquarzite im Bachbett der Blauen Flut. | Bild gesucht BW |

## Flächennaturdenkmale
Im Landkreis Altenburger Land sind 2023 insgesamt 32 Flächennaturdenkmale ausgewiesen.
| Nr.     | Bezeichnung                     | Fläche (ha) | Lage                             | Gemarkung                               | Beschreibung                                       | Bild           |
| ------- | ------------------------------- | ----------- | -------------------------------- | --------------------------------------- | -------------------------------------------------- | -------------- |
| ABG0019 | Märchensee                      | 3,34        | 50° 59′ 7,4″ N, 12° 34′ 0,1″ O   | Langenleuba-Niederhain                  | wassergefüllter ehemaliger Steinbruch im Leinawald | weitere Bilder |
| ABG0040 | Drosener Schuttgruben           | 2,15        | 50° 53′ 46″ N, 12° 13′ 40,4″ O   |                                         |                                                    |                |
| ABG0026 | Paditzer Schanzen               | 6,86        | 50° 57′ 48,2″ N, 12° 27′ 41″ O   | Paditz                                  |                                                    | weitere Bilder |
| ABG0010 | Flusslauf der Pleiße            | 79,0        |                                  | Remsa Windischleuba und Saara-Kotteritz |                                                    | weitere Bilder |
| ABG0007 | Gerstenbachaue                  | 10,39       | 51° 1′ 55,2″ N, 12° 26′ 29,8″ O  |                                         |                                                    |                |
| ABG0052 | Erlicht                         | 0,14        | 50° 51′ 9,1″ N, 12° 21′ 22″ O    | Heyersdorf                              |                                                    |                |
| ABG0046 | Nörditzer Heide                 | 2,49        | 50° 52′ 27,1″ N, 12° 25′ 1,6″ O  |                                         |                                                    |                |
| ABG0006 | Gaulikenberg                    | 0,33        | 51° 2′ 22,7″ N, 12° 25′ 32,7″ O  |                                         |                                                    |                |
| ABG0003 | Oeltsch                         | 16,87       | 51° 4′ 7,7″ N, 12° 22′ 34,3″ O   |                                         |                                                    |                |
| ABG0017 | Drusen                          | 8,05        | 50° 59′ 18,6″ N, 12° 17′ 42,4″ O |                                         |                                                    |                |
| ABG0011 | Porphyrsteinbruch Remsa         | 0,72        | 51° 0′ 23,1″ N, 12° 29′ 9,7″ O   |                                         |                                                    | weitere Bilder |
| ABG0018 | Lossener Senke                  | 2,67        | 50° 59′ 10,3″ N, 12° 22′ 47,3″ O |                                         |                                                    |                |
| ABG0009 | Porphyrsteinbruch Windischleuba | 0,76        | 51° 1′ 3″ N, 12° 28′ 56,1″ O     |                                         |                                                    |                |
| ABG0013 | Sandgruben Bocka                | 1,1         | 50° 59′ 56,8″ N, 12° 30′ 31″ O   |                                         |                                                    |                |
| ABG0016 | Teichgrabensystem Leinawald     | 13,12       | 50° 59′ 22,2″ N, 12° 32′ 30,1″ O |                                         |                                                    |                |
| ABG0034 | Höckigt                         | 6,39        | 50° 55′ 15,6″ N, 12° 33′ 20,9″ O |                                         |                                                    |                |
| ABG0029 | Mockernsche Wäldchen            | 19,94       | 50° 57′ 2,9″ N, 12° 26′ 44,9″ O  |                                         |                                                    |                |
| ABG0011 | Pleißelauf Remsa-Windischleuba  | 0,72        |                                  |                                         |                                                    |                |
| ABG0030 | Porphyrsteinbruch Modelwitz     | 0,19        | 50° 56′ 50,3″ N, 12° 27′ 58,7″ O |                                         |                                                    |                |
| ABG0031 | Schuttbruch Mockzig             | 0,41        | 50° 56′ 33,6″ N, 12° 28′ 5,5″ O  |                                         |                                                    |                |
| ABG0033 | Roter Berg                      | 4,87        | 50° 55′ 49,1″ N, 12° 25′ 58,4″ O |                                         |                                                    |                |
| ABG0051 | Hintere Harth                   | 3,14        | 50° 51′ 10,4″ N, 12° 18′ 47,9″ O |                                         |                                                    |                |
| ABG0039 | Bastei am Pfefferberg           | 0,26        | 50° 53′ 47,1″ N, 12° 20′ 38,4″ O |                                         |                                                    |                |
| ABG0032 | Klaffberg                       | 2,63        | 50° 55′ 49,1″ N, 12° 24′ 38,9″ O |                                         |                                                    |                |
| ABG0038 | Pfarrsdorfer Senke              | 4,02        | 50° 53′ 48,4″ N, 12° 28′ 38,4″ O |                                         |                                                    |                |
| ABG0041 | Gößnitzer Klinge                | 1,86        | 50° 53′ 20,4″ N, 12° 24′ 57,6″ O |                                         |                                                    |                |
| ABG0053 | Eisenberge (Heukewalde)         | 1,54        | 50° 49′ 46,6″ N, 12° 16′ 7,7″ O  |                                         |                                                    |                |
| ABG0044 | Nörditzer Schlucht              | 6,3         | 50° 52′ 48,4″ N, 12° 25′ 11,3″ O |                                         |                                                    |                |
| ABG0045 | Erlensumpfmoor                  | 0,78        | 50° 52′ 33,1″ N, 12° 25′ 10,8″ O |                                         |                                                    |                |
|         | Braunkohlequarze Schlöpzig      |             |                                  |                                         |                                                    |                |
| ABG0049 | Quarzporphyrfelsen Posterstein  | 0,21        | 50° 51′ 53,3″ N, 12° 15′ 4,5″ O  |                                         |                                                    |                |
| ABG0050 | Konglomeratfelsen Posterstein   | 0,3         | 50° 51′ 49,5″ N, 12° 14′ 57,1″ O |                                         |                                                    |                |

## Belege und Anmerkungen
1. 1 2 3 4 5 6 7 8 9 10 11 12 13 14 15 16 17 18 19 20 21 22 23 24 25 26 27 28 29 30 31 32 33 34 35 36  
Untere Naturschutzbehörde. www.altenburgerland.de, abgerufen am 2. Juni 2023.
2. ↑  Hinweis: Die Liste ist noch unvollständig
3. 1 2 3 4 5 6 7 8 9 10 11 12 13 14 15 16  Antje Gallert: Geschichtsträchtige Bäume unter die Lupe genommen. www.altenburgerland.de, 5. August 2008, archiviert vom Original (nicht mehr online verfügbar) am 20. Mai 2016; abgerufen am 16. Mai 2016.

- Karte mit allen Koordinaten:
- OSM |
- WikiMap